# Брюстер (Вашингтон)
Брюстер (англ. Brewster) — місто (англ. city) в США, в окрузі Оканоган штату Вашингтон. Населення — 1983 особи (2020).

## Географія
Брюстер розташований за координатами 48°6′31″ пн. ш. 119°46′20″ зх. д. / 48.10861° пн. ш. 119.77222° зх. д. (48.108548, -119.772214).  За даними Бюро перепису населення США в 2010 році місто мало площу 3,08 км², з яких 3,07 км² — суходіл та 0,01 км² — водойми.

### Клімат
| Клімат : Брюстер        | Клімат : Брюстер | Клімат : Брюстер | Клімат : Брюстер | Клімат : Брюстер | Клімат : Брюстер | Клімат : Брюстер | Клімат : Брюстер | Клімат : Брюстер | Клімат : Брюстер | Клімат : Брюстер | Клімат : Брюстер | Клімат : Брюстер | Клімат : Брюстер |
| Показник                | Січ.             | Лют.             | Бер.             | Квіт.            | Трав.            | Черв.            | Лип.             | Серп.            | Вер.             | Жовт.            | Лист.            | Груд.            | Рік              |
| Абсолютний максимум, °C | 13,9             | 17,8             | 25,6             | 33,9             | 39,4             | 42,2             | 43,3             | 43,3             | 39,4             | 30,0             | 23,9             | 15,0             | 43,3             |
| Середній максимум, °C   | 1,7              | 5,6              | 12,8             | 18,3             | 23,3             | 27,2             | 32,2             | 32,2             | 26,7             | 17,2             | 7,2              | 1,1              | 17,2             |
| Середній мінімум, °C    | −5               | −3,3             | 0,0              | 3,3              | 7,2              | 11,1             | 14,4             | 13,9             | 8,9              | 2,8              | −1,1             | −5,6             | 3,9              |
| Абсолютний мінімум, °C  | −28,3            | −28,3            | −16,7            | −7,2             | −3,3             | 0,6              | 1,7              | 1,7              | −1,7             | −12,2            | −22,8            | −28,3            | −28,3            |
| Норма опадів, мм        | 35               | 28               | 23               | 14               | 24               | 23               | 14               | 7                | 10               | 15               | 36               | 47               | 276              |
| ----------------------- | ---------------- | ---------------- | ---------------- | ---------------- | ---------------- | ---------------- | ---------------- | ---------------- | ---------------- | ---------------- | ---------------- | ---------------- | ---------------- |
| Джерело:                |                  |                  |                  |                  |                  |                  |                  |                  |                  |                  |                  |                  |                  |

## Демографія
Згідно з переписом 2010 року, у місті мешкало 2370 осіб у 699 домогосподарствах у складі 535 родин. Густота населення становила 770 осіб/км².  Було 730 помешкань (237/км²).
Расовий склад населення:
| - 50,8 % — білих - 2,2 % — корінних американців - 0,3 % — чорних або афроамериканців - 0,2 % — азіатів - 43,0 % — осіб інших рас |

До двох чи більше рас належало 3,5 %. Частка іспаномовних становила 73,0 % від усіх жителів.
За віковим діапазоном населення розподілялося таким чином: 35,1 % — особи молодші 18 років, 54,9 % — особи у віці 18—64 років, 10,0 % — особи у віці 65 років та старші. Медіана віку мешканця становила 27,6 року. На 100 осіб жіночої статі у місті припадало 101,5 чоловіків;  на 100 жінок у віці від 18 років та старших — 96,4 чоловіків також старших 18 років.
Середній дохід на одне домашнє господарство  становив 49 329 доларів США (медіана — 38 167), а середній дохід на одну сім'ю — 52 795 доларів (медіана — 42 102). За межею бідності перебувало 21,5 % осіб, у тому числі 28,3 % дітей у віці до 18 років та 10,3 % осіб у віці 65 років та старших.
Цивільне працевлаштоване населення становило 1231 осіб. Основні галузі зайнятості: сільське господарство, лісництво, риболовля — 38,6 %, освіта, охорона здоров'я та соціальна допомога — 15,4 %, транспорт — 9,1 %, роздрібна торгівля — 8,6 %.